# André Péloquin
André Péloquin est un journaliste culturel, blogueur, chroniqueur, animateur de radio, podcasteur et réalisateur indépendant québécois.

## Biographie
Natif de Sorel, André étudie au CEGEP de Sorel-Tracy, puis en études cinématographiques et littérature comparée à l'Université de Montréal, où il completera une maitrise en 2007. Pour son mémoire de maitrise, il se penche sur l'impact des technologiques sur les encyclopédies.
Journaliste indépendant depuis 2004 (il collaborera notamment au Quartier Libre de l’Université de Montréal ainsi qu’à l’hebdomadaire ici Montréal), il signe ses premiers textes pour BangBang en 2004, pour finalement en devenir le rédacteur en chef en 2009. Il quitte cette fonction en 2011, tout en continuant à contribuer pour le blogue. 
Parmi ses expériences de rédacteur, on compte éditeur de contenu français pour Pop Montréal, écrivain fantôme chez MusiquePlus, ainsi que chef de pupitre pour Le Trait d’Union. 
Aujourd’hui, il signe toujours des articles pour le BangBang en plus d’y contribuer mensuellement avec sa chronique « Semi-automatique », dans laquelle il présente entrevues et articles commentant l’actualité de la scène musicale montréalaise. Sur « Podmodernisme », son blogue sur le site de BangBang, il s’aventure plutôt dans les nouvelles musicales locales, présentant autant des videoclips que des disques et artistes à découvrir. De plus, il contribue à l’hebdomadaire Hour, dans lesquels il présente ses critiques de disques et des entrevues d’artistes en vogue. Il occupe aussi le poste de chef de pupitre pour le Sorel-Tracy Express.ca, en plus de bloguer hebdomadairement sur le site du magazine Urbania.
Mais encore, André est présent sur les ondes radio, ayant animé de 2003 à 2007 l’émission « Plectrum » à CISM. Il collabore depuis 2011 sur les ondes de CIBL pour la chronique CD de l’émission « Les Oranges Pressées ». De plus, depuis 2012, il contribue à la baladodiffusion « Fun-Jouer-Jeux » qui aborde les jeux vidéo et les nouvelles technologies.
Le 6 septembre 2014, il fait la découverte que le site officiel du groupe Yelo Molo pointe désormais vers un site pornographique et annonce sa trouvaille sur les ondes de Des si et des rais. Ceci créa une petite controverse sur les médias sociaux.
Finalement, il a été réalisateur indépendant, notamment pour Urbania, MusiquePlus, ici Montréal, Musimax, TV5 et BangBang.